# Kapliczka „Bądź Wola Twoja” w Pszczynie

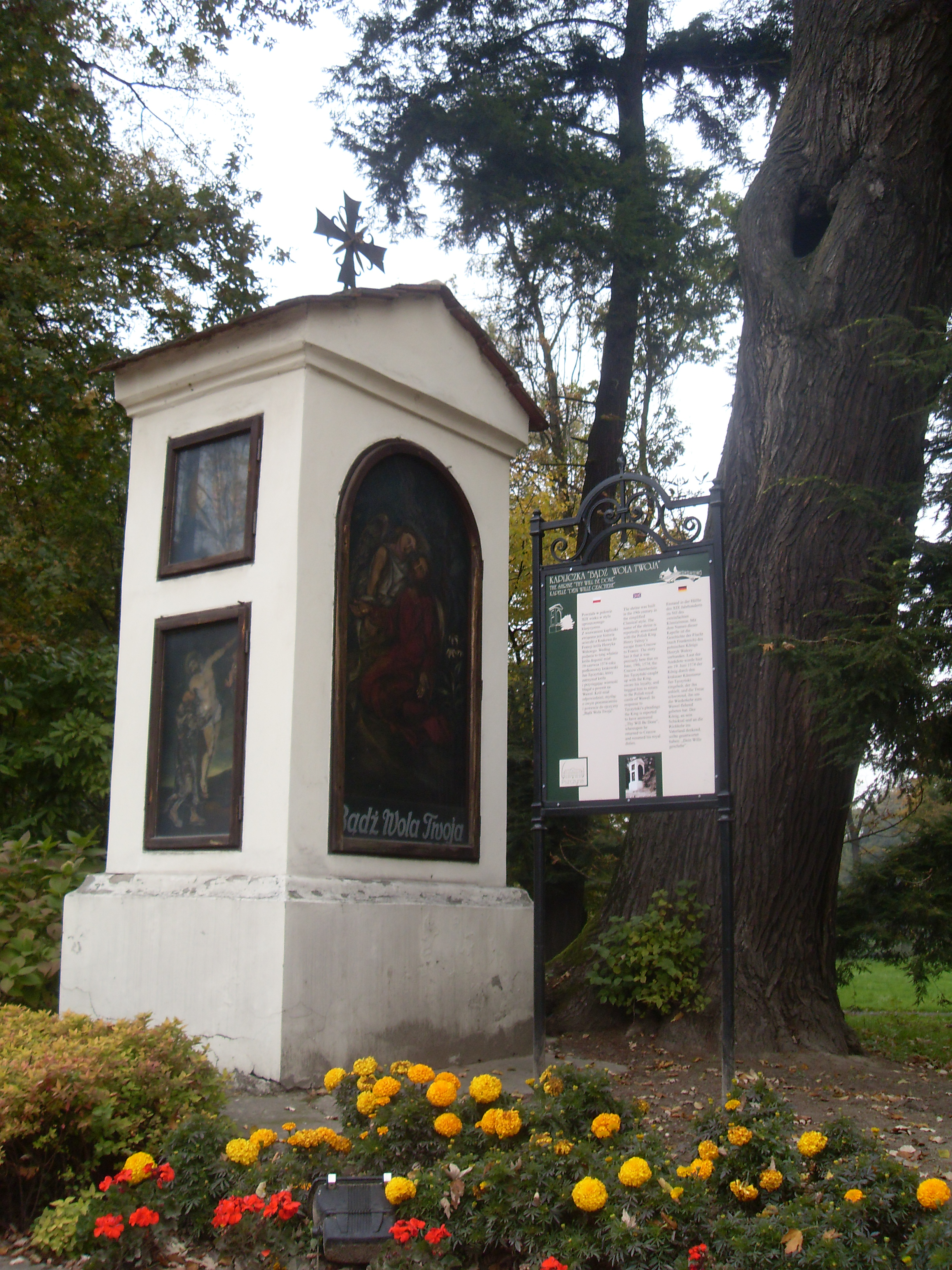
Kapliczka „Bądź Wola Twoja” w Pszczynie

Kaplica „Bądź Wola Twoja” – kapliczka znajdująca się w południowo-zachodnim narożniku parku w Pszczynie, u zbiegu ulic Wojska Polskiego i Żorskiej – przy rozwidleniu dawnych traktów handlowych prowadzących z Pszczyny na zachód i południe.

## Opis
Kapliczka jest murowana, otynkowana, w formie słupa, nakryta daszkiem z dachówek. Pochodzi zapewne z XVIII w. W płycinach czterech ścian olejne obrazy ludowe na desce z XVIII/XIX wieku, przedstawiające m.in. Chrystusa w Ogrójcu czy obraz Madonny z Dzieciątkiem. W XX wieku oryginały zostały przeniesione do magazynów Muzeum Zamkowego, a w ich miejscu umieszczono malunki na płótnie. W 2013 roku na ich miejscu umieszczono olejne kopie, których autorem jest Jan Gałaszka.

## Historia
Wezwanie kaplicy związane jest z historią ucieczki z Krakowa króla Henryka Walezego. Walezjusz po śmierci króla Francji, Karola IX, uciekł z Krakowa przez Pszczynę, Wiedeń, Wenecję i Turyn do Paryża, aby tam objąć tron francuski jako Henryk III. 
Według popularnych podań to tu właśnie Walezjusza dogonić miał 19 czerwca 1574 roku podkomorzy nadworny koronny Jan Tęczyński, który zatrzymał króla i przysięgając wierność błagał o powrót na Wawel. Król miał odpowiedzieć, myśląc o swym przeznaczeniu i powrocie do francuskiej ojczyzny: „Bądź Wola Twoja!”.